# آناهیت تر-میناسیان
آناهید تر-میناسیان (فرانسوی: Anahide Ter Minassian‎؛ ارمنی: Անահիտ Տեր-Մինասյան؛ با نام اصلی آناهید کِوُنیان (ارمنی: Անահիտ Քևոնյան) (۲۶ اوت ۱۹۲۹ – ۱۱ فوریه ۲۰۱۹) تاریخ‌نگار ارمنی‌تبار اهل فرانسه بود. او مدال لژیون دونور را دریافت کرده بود.
تر-میناسیان دربارهٔ تاریخ ارمنستان به ویژه در پیش و پس از دورهٔ اتحاد جماهیر شوروی و جنبش آزادی‌بخش ملی ارمنی نوشت.
وی پس از یک دوره طولانی بیماری در سن ۸۹ سالگی در پاریس درگذشت..